# (3087) Beatrice Tinsley
(3087) Beatrice Tinsley (1981 QJ1) – planetoida z grupy pasa głównego asteroid okrążająca Słońce w ciągu 5,41 lat w średniej odległości 3,08 j.a. Odkryta 30 sierpnia 1981 roku.